# جیمی میدوز
جیمی میدوز (به انگلیسی: Jimmy Meadows) بازیکن فوتبال زادهٔ ۲۱ ژوئیه ۱۹۳۱ اهل انگلستان بود که سابقهٔ بازی در تیم ملی فوتبال انگلستان را در کارنامهٔ خود دارد. وی در تاریخ ۲ آوریل ۱۹۵۵ تنها بازی ملی خود را در مقابل تیم ملی فوتبال اسکاتلند انجام داد.